# Genalguacil
Genalguacil település Spanyolországban, Málaga tartományban. Genalguacil Estepona, Casares, Benarrabá és Jubrique községekkel határos. Lakosainak száma 397 fő (2024).

## Népesség
A település népessége az elmúlt években az alábbi módon változott:
| Lakosok száma | 556  | 543  | 537  | 501  | 522  | 437  | 405  | 410  | 393  | 397  |
|               | 2001 | 2004 | 2007 | 2009 | 2012 | 2014 | 2017 | 2019 | 2022 | 2024 |